# Meridiano 140 oeste
El meridiano 140 oeste de Greenwich es una línea de longitud que se extiende desde el Polo Norte atravesando el océano Ártico, América del Norte, el océano Pacífico, el océano Antártico y la Antártida hasta el Polo Sur.
El meridiano 140 oeste forma un gran círculo con el meridiano 40 este.
El meridiano es la división entre el área de alerta del que es responsable el Centro Nacional de Huracanes y el Centro de Huracanes del Pacífico Central en el norte del Océano Pacífico.
Comenzando en el Polo Norte y dirigiéndose hacia el Polo Sur, el meridiano 140 oeste pasa a través de:
| Coordenadas                         | País, territorio o mar | Notas |
| ----------------------------------- | ---------------------- | --- |
| 90°0′N 140°0′O / 90.000, -140.000   | Océano Ártico          | Mar de Beaufort |
| 73°48′N 140°0′O / 73.800, -140.000  | Mar de Beaufort        | |
| 69°37′N 140°0′O / 69.617, -140.000  | Canadá                 | Yukon |
| 60°11′N 140°0′O / 60.183, -140.000  | Estados Unidos         | Alaska |
| 59°46′N 140°0′O / 59.767, -140.000  | Océano Pacífico        | |
| 8°49′S 140°0′O / -8.817, -140.000   | Polinesia Francesa     | Isla Nuku Hiva |
| 8°57′S 140°0′O / -8.950, -140.000   | Océano Pacífico        | Pasa justo al este de la isla Ua Pou, Polinesia Francesa Pasa justo al este del atolón Fakahina, Polinesia Francesa |
| 60°0′S 140°0′O / -60.000, -140.000  | Océano Antártico       | |
| 75°13′S 140°0′O / -75.217, -140.000 | Antártida              | Territorio no reclamado                                                                                             |